# Surf Nicaragua
Albums de Sacred Reich
Ignorance
(1987) Live At The Dynamo
(1989)
Surf Nicaragua est un Extended play du groupe de thrash américain Sacred Reich qui fustige l'ingérance des États-Unis au Nicaragua dans les années 1980.
Sorti en 1988, il contient une reprise du titre War Pigs de Black Sabbath dont une version live figurera sur le prochain album en public du groupe Live At The Dynamo.
La réédition de 1995 comprend deux titres enregistrés en public.

## Liste des titres
| No | Titre                | Auteur                  | Durée |
| -- | -------------------- | ----------------------- | ----- |
| 1. | Surf Nicaragua       | Phil Rind               | 4:39  |
| 2. | One Nation           | Phil Rind, Wiley Arnett | 3:24  |
| 3. | War Pigs             | Black Sabbath           | 6:07  |
| 4. | Draining You of Life | Phil Rind               | 3:18  |

| 5. | Ignorance (live)   | Phil Rind | 4:04 |
| 6. | Death Squad (live) | Phil Rind | 4:31 |

## Membres du groupe
- Phil Rind : chant, basse.
- Wiley Arnett : guitare solo, guitares.
- Jason Rainey : guitare rythmique.
- Greg Hall : batterie, percussion.